# Ceramida longitarsis
Ceramida longitarsis är en skalbaggsart som beskrevs av Johann Karl Wilhelm Illiger 1803. Ceramida longitarsis ingår i släktet Ceramida och familjen Melolonthidae. Inga underarter finns listade.